# Cero (álbum)
Cero es el primer álbum de la banda de rock alternativo, Dolores Delirio, lanzado y producido por Navaja Producciones en 1995, en formato casete.

## Producción
La grabación de este álbum fue en Techo Studios, en la ciudad de Lima, logrando el lanzamiento de este álbum en formato CD, en marzo de 1996. El disco incluye temas como “A cualquier lugar”, "Aprendizaje" y “Carmen”, canciones consideradas clásicas para el grupo.

## Lista de canciones
| N.º | Título                        | Duración |  |
| 1.  | «Aprendizaje»                 | 4:14     |  |
| 2.  | «No ves el sol»               | 4:11     |  |
| 3.  | «Paisaje azul»                | 4:06     |  |
| 4.  | «A cualquier lugar»           | 4:33     |  |
| 5.  | «Carmen (El dolor)»           | 4:50     |  |
| 6.  | «Instrumento»                 | 1:32     |  |
| 7.  | «Viento satélite»             | 4:33     |  |
| 8.  | «Depresión»                   | 4:26     |  |
| 9.  | «Dame»                        | 4:52     |  |
| 10. | «Vértigo»                     | 4:35     |  |
| 11. | «Dame (Acústico '98)»         | 5:14     |  |
| 12. | «Paisaje azul (Acústico '98)» | 4:44     |  |
| 13. | «Viento satélite (Remix '99)» | 3:33     |  |

## Créditos
- Jeffrey Parra: Guitarra
- Ricardo Brenneisen: Voz
- Josué Vásquez: Batería
- José Inoñan: Bajo y teclados